# Gregg Harper
Gregg Harper, właśc. Gregory Harper (ur. 1 czerwca 1956 w Jackson) – amerykański polityk, członek Partii Republikańskiej i kongresman ze stanu Missisipi (w latach 2009-2019).